# Dithionite de sodium
L'hydrosulfite de sodium ou dithionite de sodium Na2S2O4 est une poudre blanche avec une très légère odeur soufrée. Bien qu'il soit stable dans la plupart des conditions, il se décompose dans l'eau chaude ou une solution acide. 

## Préparation
Le dithionite de sodium peut être obtenu en faisant réagir le bisulfite de sodium avec du zinc selon la formule suivante :
2 NaHSO3 + Zn → Na2S2O4 + Zn(OH)2

## Utilisation
Il est l'un des agents de blanchiment réducteurs les plus importants. Il est utilisé dans certains procédés de teinture industrielle pour éliminer l'excès de colorant, les oxydes résiduels et les pigments involontaires et pour le blanchiment de la pâte à papier. Il est utilisé aussi comme un réducteur de colorant de cuve. On le retrouve également dans des produits domestiques pour corriger le dégorgement de teintures lors du lavage des vêtements.